# Pommerlesloch
Das Pommerlesloch ist eine Schachthöhle und eine der bedeutendsten Höhlen in der Muschelkalkzone im Oberen Gäu östlich des nördlichen Schwarzwaldes. Sie liegt in einem Waldstück zwischen Mötzingen und Unterjettingen (ca. 50 km südwestlich von Stuttgart) nahe der Ausstrichsgrenze Hauptmuschelkalk/Lettenkeuper im Trigonodus-Dolomit (mo3).
Nach der örtlichen Sage soll die Höhle ihren ungewöhnlichen Namen von einem Dackel namens Pommerle haben, der einst in sie hineinstürzte.

## Entstehung
Die vielen Dolinen (oft auch mit Ponor) in der näheren Umgebung und die geologische Lage der Höhle lassen auf eine durch Mischungskorrosion (durch Mischung von Wässern mit unterschiedlichem Kalkgehalt verstärkter Lösungseffekt) beeinflusste Entstehung schließen.

## Beschreibung
Der Schachtmund ist eingezäunt und mit einem stabilen Metallgitter abgedeckt, um eine Gefährdung von Waldspaziergängern zu vermeiden. Der Eingangsbereich ist oval und hat eine Fläche von ca. 2,5 × 3 m und verengt sich dann auf 1 × 1,5 m.
Der Schacht selbst ist durch mehrere Absätze untergliedert, wobei der erste Absatz schon nach wenigen Metern erreicht ist. Durch eine kurze horizontale Engstelle mit Bodenstufe gelangt man in einen mehrere Meter messenden Raum. Im Bodengeröll trifft man auf den nächsten Schacht, der ebenso zu Anfang eine Engstelle aufweist, die aber umgangen werden kann. Hier tritt auch zum ersten Mal Tropfwasser auf. Der Schacht endet mit einem kurzen Vorsprung in einer großen Halle. In der Halle gibt es Sinterbildungen und vereinzelte Tropfsteine. Am Boden der Halle führen vertikale Fortsetzungen bis zu einer Gesamttiefe von ca. 51 Metern.

## Unfälle
Mindestens zwei Menschen starben im Pommerlesloch: Um 1910 fiel ein Student des Nagolder Lehrseminars in die Höhle und in den letzten Tagen des Zweiten Weltkrieges kam ein Mann unter ungeklärten Umständen im Pommerlesloch zu Tode.
1965 kam es zu einem Unglück, indem ein Wanderer in die Höhle stürzte. Nachdem seine Hilferufe nach drei Tagen von spielenden Kindern gehört wurden, konnte er lebend vom ersten Absatz geborgen werden.